# 菌交代現象
菌交代現象（きんこうたいげんしょう、英:microbial substitution）とは、生体において正常菌叢の減少などにより、通常では存在しないあるいは少数しか存在しない菌が異常に増殖を起こし、正常菌叢が乱れる現象。この結果、臨床症状を示す状態を菌交代症 (microbial substitution disease) と呼ぶ。例として抗菌スペクトルの広い抗生物質を使用した場合、薬剤感受性の高い正常菌が減少し、非感受性菌あるいは耐性菌が異常に増殖を果たす。小腸上部では腸球菌、乳酸菌、小腸下部では大腸菌、大腸では大腸菌、グラム陰性菌が増える。